# Wilhelm Lindenschmit den yngre

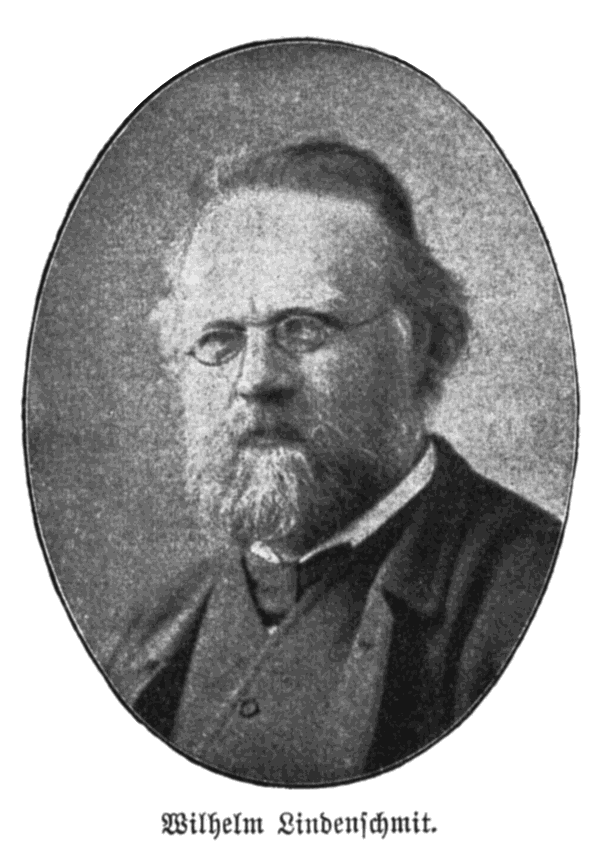
Wilhelm Lindenschmit den yngre.

Wilhelm Lindenschmit den yngre, född den 20 juni 1829 i München, död där den 8 juni 1895, var en tysk historiemålare. Han var son till Wilhelm Lindenschmit den äldre och brorson till Ludwig Lindenschmit den äldre.
Lindenschmit studerade i Frankfurt, i Antwerpen och i Paris. År 1853 bosatte han sig i Frankfurt, där han utförde en kartong, Frans I:s tillfångatagande i slaget vid Pavia (Germanisches Museum i Nürnberg), samt historiska tavlor och teckningar. År 1863 flyttade han till München, där han blev professor vid akademien.
Lindenschmit målade bland annat Goethes Fiskaren, Luther som gosse i fru Cottas hus, Jesuitordens instiftelse (1868), Ulrich von Hutten (1869; museet i Leipzig), Vilhelms av Oranien mord, Venus vid Adonis lik (Nya pinakoteket i München) och Narcissus. Kunsthalle i Hamburg äger en Kornskörd av honom.